# Amastra porcus
Amastra porcus fue una especie de molusco gasterópodo de la familia Amastridae en el orden de los Stylommatophora.

## Distribución geográfica
Fue  endémica de los Estados Unidos.